# Bracon andriescui
Bracon andriescui är en stekelart som beskrevs av Papp 1992. Bracon andriescui ingår i släktet Bracon och familjen bracksteklar. Inga underarter finns listade.